# Zopherus nervosus
Zopherus nervosus is een keversoort uit de familie somberkevers (Zopheridae). De wetenschappelijke naam van de soort werd in 1841 gepubliceerd door Antoine Joseph Jean Solier.